# Flåmsbana

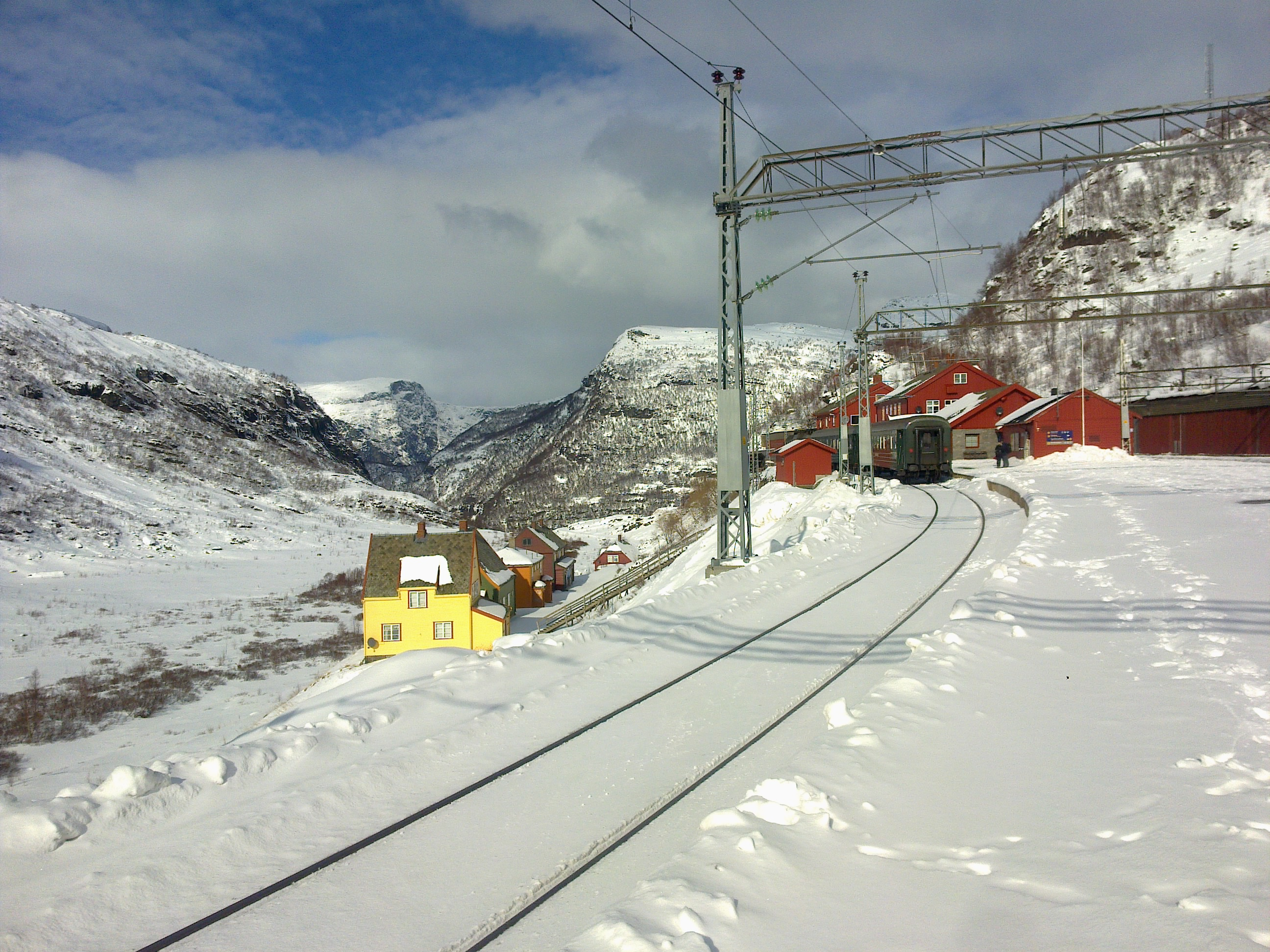
Stacja Myrdal zimą

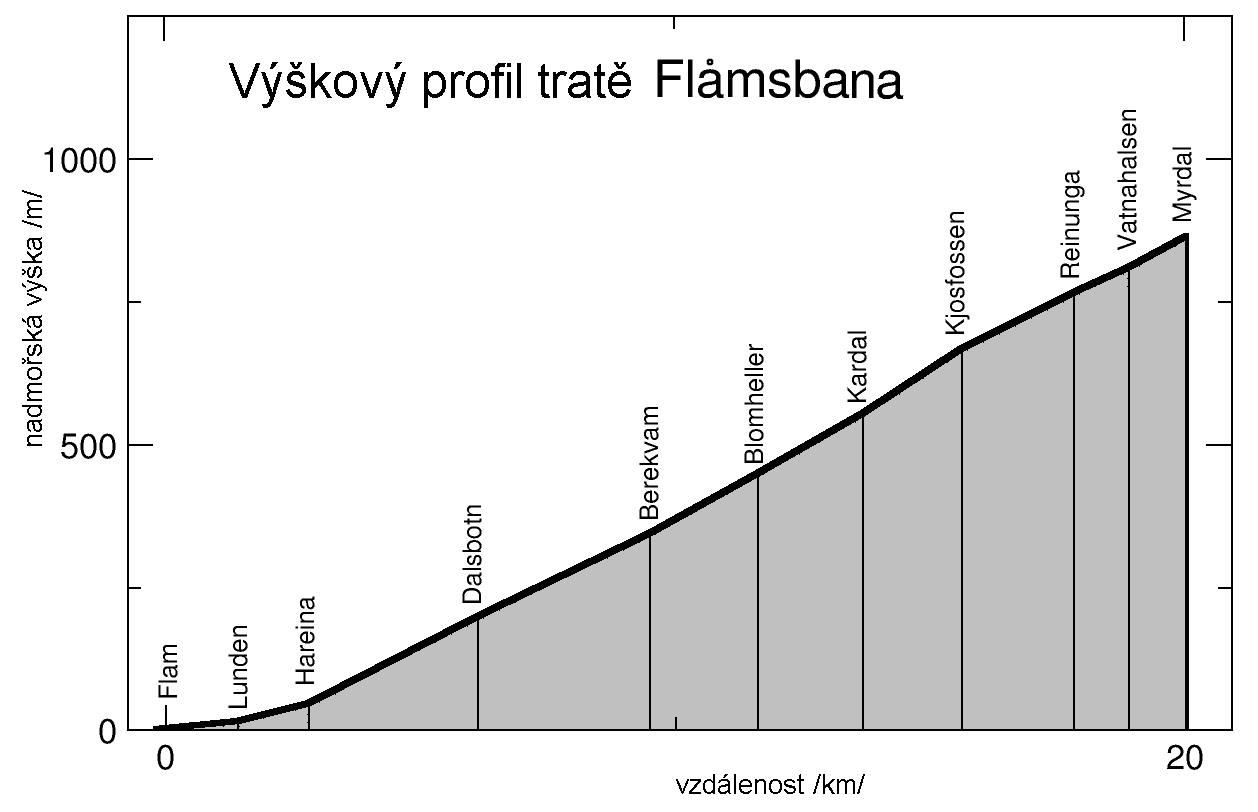
Profil trasy

Flåmsbana – zelektryfikowana linia kolejowa w Norwegii z Myrdal do Flåm, odnoga głównej linii kolejowej Bergensbanen.

## Przebieg
Linia jest odnogą głównej linii kolejowej łączącej Oslo z Bergen i przebiega wzdłuż najdłuższego fiordu świata Sognefjorden. Jest jedną z najbardziej stromych linii kolejowych na normalnym torze na świecie a nachylenie wynosi 55‰ na 80% trasy. Linię obsługuje 5 lokomotyw i 12 wagonów. W sezonie zimowym częstotliwość ruchu wynosi 4 kursy dziennie, a w letnim – 10 kursów dziennie.

## Dane techniczne
| nazwa                    | wartość          |
| ------------------------ | ---------------- |
| Dolna stacja             | 2 m n.p.m.       |
| Górna stacja             | 865,5 m n.p.m.   |
| Najmniejszy promień łuku | 130 m            |
| Czas podróży             | Około 60 min.    |
| Liczba tuneli            | 20               |
| Całkowita długość tuneli | 6 km (30% trasy) |
| Liczba mostów            | 2                |
| Liczba stacji            | 8                |

## Historia
Budowa kolei została zatwierdzona przez Storting w roku 1916. Linię zaczęto budować w r. 1923, 20 lat po inauguracji ruchu na głównej linii Bergensbanen. Linię budowało na początku 120 osób, z czasem liczba ta zwiększyła się do 500. Tylko dwa z 20 tuneli na trasie zostały zbudowane przy użyciu maszyn a budowało go 220 osób. Najtrudniejszy do wybudowania był tunel Vatnahalsen, w którym linia wykonuje zwrot o 180 stopni. Ze względów bezpieczeństwa linia została tak zaprojektowana, by nie pokonywała rzeki przez mosty; rzekę skierowano czterema tunelami pod linią kolejową. Otwarcie dla trakcji spalinowej nastąpiło 1 sierpnia 1940, głównie dla przewozów towarowych a zelektryfikowano ją 4 lata później jako jedną z pierwszych linii w Norwegii. Przy planowaniu linii przewidywano, że obsłuży ona 220 tys. pasażerów rocznie; w istocie w r. 2007 z linii skorzystało 582 826 pasażerów.